# Оружие массового поражения Албании

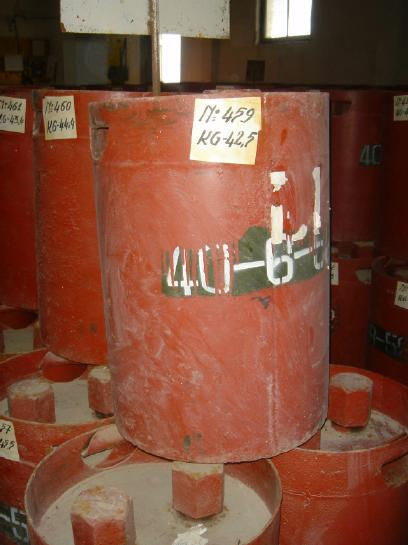
Канистра с химическим оружием в Албании

Албания некогда обладала запасами оружия массового поражения, к которым относилось химическое оружие, а именно 16 678 кг иприта, люизита, адамсита и хлорацетофенона. Однако в дальнейшем в соответствии с Конвенцией о запрещении химического оружия Албания уничтожила все свои запасы, став первой в мире страной, сделавшей это согласно конвенции.

## Ликвидация оружия
Албания стала одной из первых стран, подписавших в 1993 году Конвенцию о запрещении химического оружия: в соответствии со вступившей в силу в 1997 году конвенцией, Албания обязалась не только предоставить информацию о запасах химического оружия, средствах его производства и доставки, но и уничтожить все запасы оружия и вышеозначенные средства. В марте 2003 года Албания стала одной из шести стран, публично огласивших список хранилищ химического оружия: в декабре 2002 года в одном из заброшенных бункеров было найдено 600 ёмкостей с химическими веществами, которые, предположительно, были завезены в середине 1970-х годов во время правления Энвера Ходжи из КНР. Тем не менее, никаких документальных свидетельств о ввозе оружия так и не было найдено.
11 июля 2007 года Организация по запрещению химического оружия официально объявила об уничтожении всех запасов химического оружия в Албании, которая стала первой в мире страной, выполнившей все условия Конвенции о запрещении химического оружия. Затраты на ликвидацию составили 48 млн. долларов США, финансовую и материальную помощь при ликвидации оказывали США в соответствии с программой Нанна — Лугара.
20 декабря 1989 года Албания подписала Женевский протокол, согласно которому запрещалось производство и распространение химического и биологического оружия в стране. В сентябре 1990 года она подписала Договор о нераспространении ядерного оружия, 3 июня 1992 года — Конвенцию о биологическом оружии, а 23 апреля 2003 года присоединилась к Договору о всеобъемлющем запрещении ядерных испытаний.